# Ciepielów-Kolonia
Ciepielów-Kolonia – wieś sołecka w Polsce położona w południowo-wschodniej części województwa mazowieckiego, na Równinie Radomskiej, w powiecie lipskim, w gminie Ciepielów.
| SIMC    | Nazwa              | Rodzaj    |
| ------- | ------------------ | --------- |
| 0617232 | Ciepielów Drugi    | część wsi |
| 0617249 | Ciepielów Pierwszy | część wsi |

Wierni Kościoła rzymskokatolickiego należą do parafii Podwyższenia Krzyża Świętego w Ciepielowie.
W latach 1975–1998 miejscowość administracyjnie należała do województwa radomskiego.
Miejscowość sąsiaduje z gminą Zwoleń i przylega do drogi krajowej nr 79. Ciepielów Kolonia stanowi drugą część osady Ciepielów. Według spisu powszechnego z 1921 roku mieszkało tu 70 osób w 12-u domach. W latach 1962–1973 funkcjonowała 4-klasowa szkoła podstawowa. Miejscowość zelektryfikowano w 1973 roku. Przez wieś prowadzi oświetlona droga asfaltowa. Wieś wyposażona jest w wodociąg. Na jej terenie znajduje się sklep, tartak oraz działa świetlica wiejska. Sołectwo obejmuje obszar 4,12 km², obecnie zamieszkuje je 190 mieszkańców. Większość powierzchni stanowią grunty rolne, co sprawia, że głównym źródłem utrzymania mieszkańców jest rolnictwo.